# Tweepuntbeekkever
De tweepuntbeekkever of gewone snelzwemmer (Agabus bipustulatus) is een keversoort uit de familie waterroofkevers (Dytiscidae). De wetenschappelijke naam van de soort is gepubliceerd in 1767 door Linnaeus.